# Kleinschönbrunn
Kleinschönbrunn ist ein Gemeindeteil des Marktes Freihung im Landkreis Amberg-Sulzbach in der Oberpfalz in Bayern.